# Ír női labdarúgó-bajnokság (első osztály)
A League of Ireland Women's Premier Division Írország professzionális női labdarúgó-bajnoksága, melyet 1994 óta rendeznek meg.

## Története
Női nemzeti bajnokságot első alkalommal 1973-ban szervezett a FAI, amelyre 12 csapat kapott meghívást (Dundalk, Finn Harps, Cork Celtic, Limerick, Sligo Rovers, Benfica (Waterford), Evergreen (Kilkenny), Avengers (Dublin), Cahir Park (Tipperary), Beejays (Galway), Happy Wanderers (Galway) és Wasps (Galway)). Utólag az Elms United (Galway) is részese lett a 2x35 perces mérkőzésekkel lebonyolított bajnokságnak. 1979-ig hét kiírást szerveztek le, melynek többségéről kevés adat maradt fent, majd érdeklődés hiányában a nyolcvanas években megszüntették a női labdarúgó versenyeket.
1987 áprilisában már 2x40 perces meccsekkel próbálták újjáéleszteni a női labdarúgást, azonban mindössze három szezon után befejezték az országos küzdelmeket.
1994-ben a Leinster Ladies League, a Civil Service League és a Dublin Women's Soccer League (DWSL) egyesülését követően a dublini női labdarúgó-bajnokság de facto nemzeti bajnoksággá fejlődött és többnyire, de nem kizárólag a Greater Dublin Area klubjaiból állt.
Ez idő tájt a Women's Soccer Colleges Association of Ireland (WSCAI) is szervezett egy nemzeti bajnokságot, amelyben az Ír Köztársaságból és Észak-Írországból származó egyetemeket és főiskolákat képviselő női csapatok vettek részt. A később megalakult Nemzeti Ligát (National League) a két versenysorozat csapatai építették fel. A Peamount United, a Raheny United, a Shamrock Rovers és a Shelbourne Ladies a DWSL-ből és az UCD amely mindkét ligában pályára lépett.
A Nemzeti Liga 2011–2012-ben alakult és az UEFA pénzügyi támogatásával indult. Huszonhat klub jelentkezett a bajnokságba, de csak hét csapat vehetett részt az első kiírásban.
2013 októberében a bajnokság a nemzetközi figyelem középpontjába került, miután a Peamount United és a válogatott játékosa, Stephanie Roche különleges találatát jelölték a 2014-es Puskás-díjra, ahol a második helyen végzett.

## A 2025-ös szezon résztvevői

### Csapatok adatai
| Klub            | Település              | Stadion                          | Férőhely |
| --------------- | ---------------------- | -------------------------------- | -------- |
| Athlone Town    | Athlone                | Athlone Town Stadion             | 5 000    |
| Bohemian FC     | Dublin                 | Dalymount Park                   | 4 500    |
| Cork City       | Cork                   | Turners Cross                    | 7 485    |
| DLR Waves       | Dún Laoghaire-Rathdown | UCD Bowl                         | 3 000    |
| Galway United   | Galway                 | Eamonn Deacy Park                | 5 000    |
| Peamount United | Newcastle              | Greenogue                        |          |
| Shamrock Rovers | Dublin                 | Tallaght Stadion                 | 8 000    |
| Shelbourne FC   | Dublin                 | Tolka Park                       | 4 000    |
| Sligo Rovers    | Sligo                  | The Showgrounds                  | 3 873    |
| Treaty United   | Limerick               | Markets Field                    | 4 500    |
| Wexford Youths  | Crossabeg              | Ferrycarrig Park                 | 2 500    |
| Waterford WFC   | Waterford              | Waterford Regional Sports Centre | 5 150    |

## Bajnokok
Az alábbi táblázat a ír női bajnokságok győzteseit tartalmazza.
| Ladies League of Ireland I.  |                           |                           |    |                           |    |                   |    |                                        |
| 1973                         |                           | Limerick                  |    |                           |    |                   |    |                                        |
| Ladies League of Ireland II. |                           |                           |    |                           |    |                   |    |                                        |
| 1987                         |                           | Cork Rangers              |    |                           |    |                   |    |                                        |
| 1988                         |                           | Dublin Castle             |    | Greenpark Limerick        |    |                   |    |                                        |
| 1989                         | Nem ismert                |                           |    |                           |    |                   |    |                                        |
| Premier Division             |                           |                           |    |                           |    |                   |    |                                        |
| 1994                         |                           | Elm Rovers                |    | Verona FC                 |    |                   |    |                                        |
| 1995                         |                           | Castle Rovers             |    | Welsox FC                 |    |                   |    |                                        |
| 1996                         |                           | Castle Rovers             |    | O'Connell Chics           |    |                   |    |                                        |
| 1997                         |                           | Saint Patrick’s Athletic  |    | Shamrock Rovers           |    |                   |    |                                        |
| 1998                         |                           | Shamrock Rovers           |    | Shelbourne                |    |                   |    |                                        |
| 1999                         |                           | Shamrock Rovers           |    | Shelbourne                |    |                   |    |                                        |
| 2000                         |                           | Shamrock Rovers           |    | Shelbourne                |    |                   |    |                                        |
| 2001                         |                           | Shamrock Rovers           |    | Rathfarnham United        |    |                   |    |                                        |
| 2002                         |                           | Shamrock Rovers           |    | University College Dublin |    |                   |    |                                        |
| 2003                         | 8                         | University College Dublin | 42 | Shamrock Rovers           | 41 | Benfica Waterford | 23 |                                        |
| 2004                         | 6                         | University College Dublin |    | Shamrock Rovers           |    |                   |    |                                        |
| 2005                         | 7                         | University College Dublin | 29 | Peamount United           | 28 | Dundalk           | 28 |                                        |
| 2006                         | 7                         | University College Dublin | 30 | Peamount United           | 22 | Raheny United     | 20 |                                        |
| 2007                         | Nem rendeztek bajnokságot |                           |    |                           |    |                   |    |                                        |
| 2008                         | Nem rendeztek bajnokságot |                           |    |                           |    |                   |    |                                        |
| 2009                         | Nem rendeztek bajnokságot |                           |    |                           |    |                   |    |                                        |
| 2010                         | Nem rendeztek bajnokságot |                           |    |                           |    |                   |    |                                        |
| Women's National League      |                           |                           |    |                           |    |                   |    |                                        |
| 2011–12                      | 6                         | Peamount United           | 36 | Raheny United             | 33 | Cork City         | 20 | Stephanie Roche (Peamount United) (24) |
| 2012–13                      | 7                         | Raheny United             | 45 | Peamount United           | 44 | Wexford Youths    | 31 | Sara Lawlor (Peamount United) (28)     |
| 2013–14                      | 8                         | Raheny United             | 57 | Peamount United           | 54 | Wexford Youths    | 31 | Stephanie Roche (Peamount United)      |
| 2014–15                      | 7                         | Wexford Youths            | 43 | UCD Waves                 | 41 | Raheny United     | 37 | Áine O'Gorman (UCD Waves) (25)         |
| 2015–16                      | 8                         | Wexford Youths            | 29 | Shelbourne                | 29 | UCD Waves         | 25 | Áine O'Gorman (UCD Waves) (17)         |
| 2016                         | 7                         | Shelbourne                | 32 | UCD Waves                 | 24 | Peamount United   | 23 | Amber Barrett (Peamount United) (16)   |
| 2017                         | 7                         | Wexford Youths            | 40 | Peamount United           | 38 | Shelbourne        | 31 | Amber Barrett (Peamount United) (16)   |
| 2018                         | 8                         | Wexford Youths            | 54 | Shelbourne                | 52 | Peamount United   | 45 | Amber Barrett (Peamount United) (30)   |
| 2019                         | 8                         | Peamount United           | 56 | Shelbourne                | 54 | Wexford Youths    | 42 | Rianna Jarrett (Wexford Youths) (26)   |
| 2020                         | 9                         | Peamount United           | 33 | Shelbourne                | 28 | Wexford Youths    | 22 | Áine O'Gorman (Peamount United) (14)   |
| 2021                         | 9                         | Shelbourne                | 61 | Peamount United           | 60 | Wexford Youths    | 55 | Áine O'Gorman (Peamount United) (16)   |
| 2022                         | 10                        | Shelbourne                | 60 | Athlone Town              | 58 | Peamount United   | 56 | Áine O'Gorman (Peamount United) (22)   |
| Women's Premier Division     |                           |                           |    |                           |    |                   |    |                                        |
| 2023                         | 11                        | Peamount United           | 52 | Shelbourne                | 46 | Shamrock Rovers   | 45 | Dana Scheriff (Athlone Town) (13)      |
| 2024                         | 11                        | Athlone Town              | 47 | Shelbourne                | 45 | Galway United     | 41 | Jenna Slattery (Galway United) (10)    |

### Klubonként
|                           |           |   |   |   |   |                                    |  |  |  |
| Shelbourne                | Dublin    | – | 5 | – | 3 | 2012–13, 2013–14, 2016, 2021, 2022 |  |  |  |
| Shamrock Rovers           | Dublin    | 5 | – | – | 5 | 1998, 1999, 2000, 2001, 2002       |  |  |  |
| Peamount United           | Newcastle | – | 3 | 1 | 4 | 2011–12, 2019, 2020, 2023          |  |  |  |
| Wexford Youths            | Crossabeg | – | 4 | – | 4 | 2014–15, 2015–16, 2017, 2018       |  |  |  |
| University College Dublin | Dublin    | – | 4 | – | 4 | 2003, 2004, 2005, 2006             |  |  |  |
| Castle Rovers             | Dublin    | – | 2 | – | 2 | 1995, 1996                         |  |  |  |
| Saint Patrick’s Athletic  | Dublin    | – | 1 | – | 1 | 1997                               |  |  |  |
| Elm Rovers                | Dublin    | – | 1 | – | 1 | 1994                               |  |  |  |
| Athlone Town              | Athlone   | – | – | 1 | 1 | 2024                               |  |  |  |
| Dublin Castle             | Dublin    | 1 | – | – | 1 | 1988                               |  |  |  |
| Cork Rangers              | Cork      | 1 | – | – | 1 | 1987                               |  |  |  |
| Limerick                  | Limerick  | 1 | – | – | 1 | 1973                               |  |  |  |